# Sergio de la Fuente
Sergio de la Fuente Valdizán (Vitoria, 1º ottobre 1989) è un cestista spagnolo.